# Antivírus

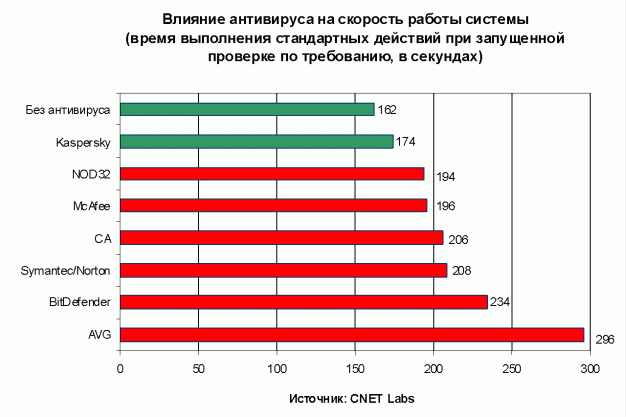
Imagem fornecida por CNET labs. (17/11/2007). Diagramas em Russo.

Os antivírus são programas informáticos desenvolvidos para prevenir, detectar e eliminar vírus de computador.
Para escolher o antivírus ideal para proteger o seu equipamento você pode acompanhar estudos de instituições internacionais independentes como AV-Test ou AV-Comparatives, que utilizam milhares de amostras diferentes e malwares e atestam a eficiência dos mais diversos antivírus na proteção do sistema e na limpeza de um sistema já infectado, além disso outras características como facilidade de uso para o usuário e impacto do antivírus na velocidade do equipamento.
Se preferir pode utilizar sites em português que publicam testes traduzidos que facilitam o entendimento.
Um erro comum que sempre deve ser evitado é a falsa impressão que utilizar mais de um antivírus vai deixar o sistema mais protegido, nunca faça isso, sempre utilize apenas um antivírus instalado no equipamento.
A principal diferença entre antivírus pago e antivírus gratuito é que as versões pagas oferecem proteções extras para aumentar a proteção, que em sua grande maioria não disponíveis nas versões grátis.
Os antivírus gratuitos mais conhecidos estão: AVG, Avast, Avira e Microsoft Security Essential.
Entre as opções pagas existentes em Portugal, possuem o melhor desempenho nos principais testes produtos como o Kaspersky, BitDefender (que também possui versão gratuita), Panda (que também possui versão gratuita), e Norton.